# Synagoga w Końskich
Synagoga w Końskich – drewniana synagoga z XVIII w. (1780) w Końskich w Polsce, obecnie nieistniejąca. Zniszczona przez Niemców w trakcie II wojny światowej w 1939, w pierwszym dniu po zajęciu miasta przez wojska hitlerowskie. Synagoga została zbudowana w 1780 na zlecenie koneckiego kahału. Była jednokondygnacyjnym drewnianym budynkiem konstrukcji zrębowej z lisicami z wydzieloną modlitewnią dla kobiet (babiniec) oraz dwukondygnacyjnym dachem w części centralnej zwieńczonym kopułą.

## Historia
Synagoga została wzniesiona została najpóźniej w 1780w Polsce w miejscowości Końskie. Autor projektu nie jest znany. W końcu XIX i na początku XX w. część zachodnia była parokrotnie przebudowywana. Na przełomie XIX i XX w., przed 1905, galerię zachodnią i skrajne przęsła bocznych skrzydeł zadeskowano, schody do babińca doświetlono oknami: czterema wstawionymi w ścianę zachodnią i jednym w przęśle skrajnym południowej galerii. W salę wbudowano, przy jej ścianie zachodniej, wąską emporkę dla kobiet, dostępną, poprzez sionkę na piętrze, schodami wstawionymi w dwa skrajne przęsła galerii północnej. Przed 1911 drewnianą zewnętrzną ścianę zachodnią i skrajne przęsła skrzydeł bocznych zastąpiono murowanymi. W latach 1931–1932 Janusz Eugeniusz Kahl wraz z Romualdem Pieńkowskim dokonali inwentaryzacji obiektu na zlecenie ZAP Politechniki Warszawskiej (sprawozdanie przechowuje Instytut naukowo-badawczy Polskiej Akademii Nauk). Synagoga została spalona podczas II wojny światowej, w pierwszym dniu po zajęciu miasta przez Niemców. Po zakończeniu wojny nie została odbudowana.

Elewacja południowa Synagogi w Końskich

Rzut Synagogi w Końskich

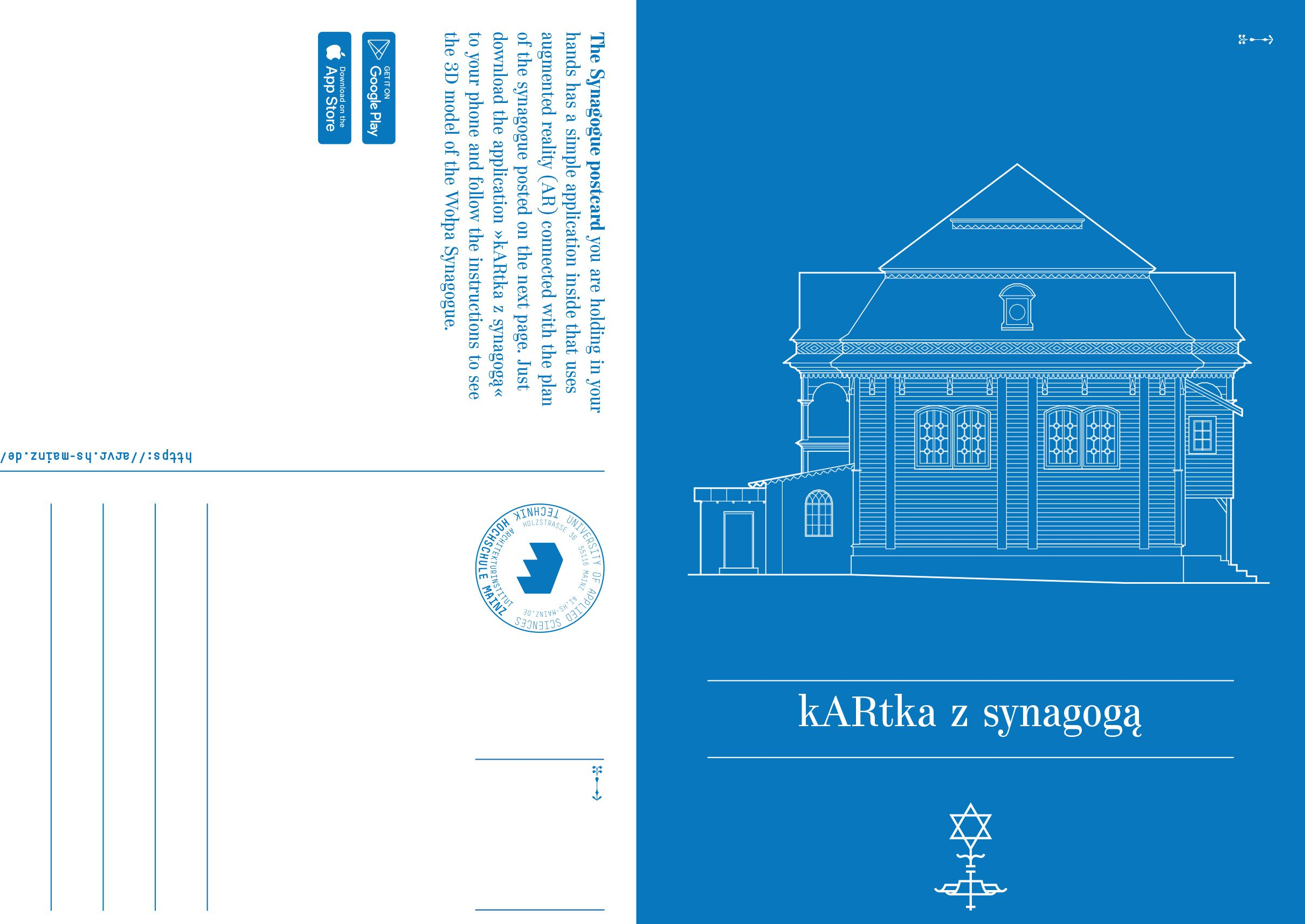
Okładka Kartki z Synagogą w Końskich

## Architektura
Budynek oryginalnie wzniesiony w całości jako drewniany, Sala główna, niemal kwadratowa w planie (11,90 × 12,10 m, wysokość do górnego wieńca ścian ok. 7,60 m, w najwyższym miejscu sklepienia 13,80 m), zagłębiona o trzy stopnie w stosunku do poziomu podłogi sieni. Poprzedzona od zachodu w przyziemiu sienią, niewielką izbą i babińcem (podziały pomieszczeń zapewne późniejsze – wynik przebudowy), nad nimi na piętrze główny babiniec, pierwotnie dostępny z dwukondygnacyjnej, otwartej galerii obiegającej z trzech stron zachodnią część budynku. Na galerię prowadziły dwa biegi schodów umieszczone symetrycznie wzdłuż ściany zachodniej. Salę główną przykrywała wielka, ośmioboczna, dwukondygnacyjna kopuła, wbudowana i ściśle zespolona z więźbą również dwukondygnacyjnego dachu łamanego, stolcowego, czterospadowego o niejednakowym nachyleniu połaci. Połacie szczytowe górnej kondygnacji dodatkowo załamano za pomocą nadbitek. Stolce ustawiono na obiegającym salę ruszcie, powstałym przez ułożenie równoległe do ścian belek o wyjątkowo dużym przekroju. Były one podparte dodatkowo w środku ścian bocznych i w dwóch punktach ścian poprzecznych znacznie wysuniętymi, połączonymi z lisicami wspornikami. Stolce nad babińcem były ustawione na belkach stropowych.
Ściany zrębowe z lisicami, odeskowane poziomo. Rozstawy okien, lisic i wsporników pod gzymsem zmodulowane. Galeria miała pierwotnie od zachodu pięć przęseł (środkowe przęsło znacznie szersze), a od północy i południa po dwa w przyziemiu i po cztery na piętrze. Słupy, w przekroju kwadratowe, były powiązane poziomymi belkami na wysokości stropów oraz parapetu balustrady. U góry łączyły jej wycięte w deskach arkady wsparte na głowiczkach z listew. Przedłużeniem słupów pod gzyms główny były nadbite na deskowanie arkad pilasterki z cokolikami i głowiczkami. Drzwi do sali i pomieszczeń parterowych zmieczowane – miecze i nadproża wycięte w kształt koniczyny i oprofilowane. Okna sali głównej bliźniacze, zakończone łukami odcinkowymi, z oprofilowanym słupkiem środkowym, po dwa w każdej ze ścian zewnętrznych. Okna babińca na piętrze pojedyncze, również zakończone łukami odcinkowymi, na parterze prostokątne. Połączenie pomiędzy babińcami, a salą główną – wąskie szczeliny przesłonięte tralkami. Gzymsy, główny i dzielący kondygnacje dachu – oprofilowane, pod gzymsem głównym osadzone ozdobne wsporniki – „łezki” wyznaczające rytm podziałów elewacji. Bryła dachu wzbogacona fryzem, uzyskanym przez ozdobne odeskowanie niskiej ścianki kolankowej, ustawionej na belkach rusztu i belkach stropowych. Boczne galerie przykryte odrębnymi, dwuspadowymi dachami o kalenicach prostopadłych do kalenicy dachu nad salą. Szczyty – tympanony z płaskimi, oprofilowanymi gzymsami i ząbkowaniem. Kopuła osadzona na ośmiobocznej, wklęsłej fasecie wypełniała obie kondygnacje więźby: stolcową i krokwiową. Przejście z kwadratowego planu sali w ośmiobok fasety stanowiły rozdzielone balustradami wklęsłe wrożniki. Dolna kondygnacja kopuły składała się z ośmiu trapezów sferycznych, górna – również z ośmiu sferycznych trójkątów. Środek akcentował wielki (wysokości ok. 1 m), osadzony w rozecie toczony wieszar. Poziome podziały kopuły podkreślały ślepe balustrady z toczonych tralek, dolna osadzona na fasecie, górna na esownicowych wsporniczkach, obie od dołu zakończone „falbanami”. Babieniec na piętrze przykryty był stropem płaskim na fasecie, wynikającej z odeskowania wsporników rusztu sklepienia sali. W pozostałych pomieszczeniach stropy płaskie. Pierwotnego wyglądu aron ha-kodesza nie znamy. Był zapewne wąski i wysoki. Wynikało to z pozostawionej dla niego niewielkiej przestrzeni między oknami ściany wschodniej. Poprzedzony był schodami i podestem otoczonym balustradą z toczonych tralek, takich samych jak balustrada bimy. Zapewne w XIX w. jego szafę zastąpiono zwykłą, niewielką szafką dwudrzwiową z kolumienkami, na którą nastawiono zwieńczenie z dwugłowym orłem i koroną, pochodzące być może z poprzedniego aron ha-kodesza. Bima – ośmioboczna, polichromowana altana zwieńczna baldachimem. Ściany i sklepienia pozostawione w naturalnym drewnie. Murowaną elewację zachodnią z przebudowy z 1911 podzielono ceglanymi pilastrami na przęsła i gzymsami na kondygnacje. Okna w części przebudowanej otrzymały półkolisty wykrój, obramiony cegłą, i poziome parapety. Wymiana ściany nastąpiła bez zmiany więźby dachowej. W tym samym czasie do ściany południowej dobudowano niski, murowany babiniec z małym przedsionkiem. Dach nad babińcem pulpitowy, nad przedsionkiem dwuspadowy, kryty blachą.

## Galeria

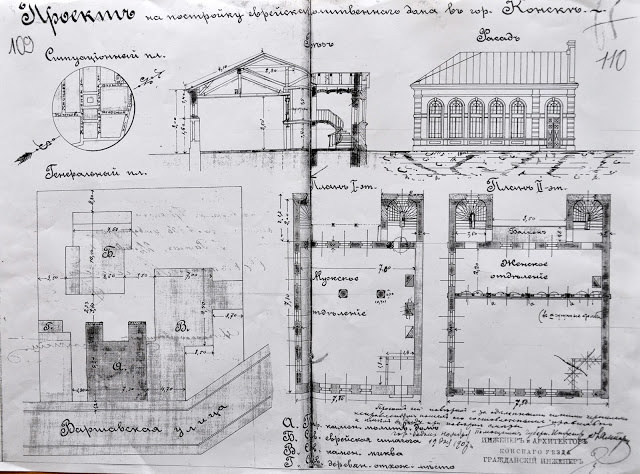
Plan rekonstrukcji synagogi z 1907
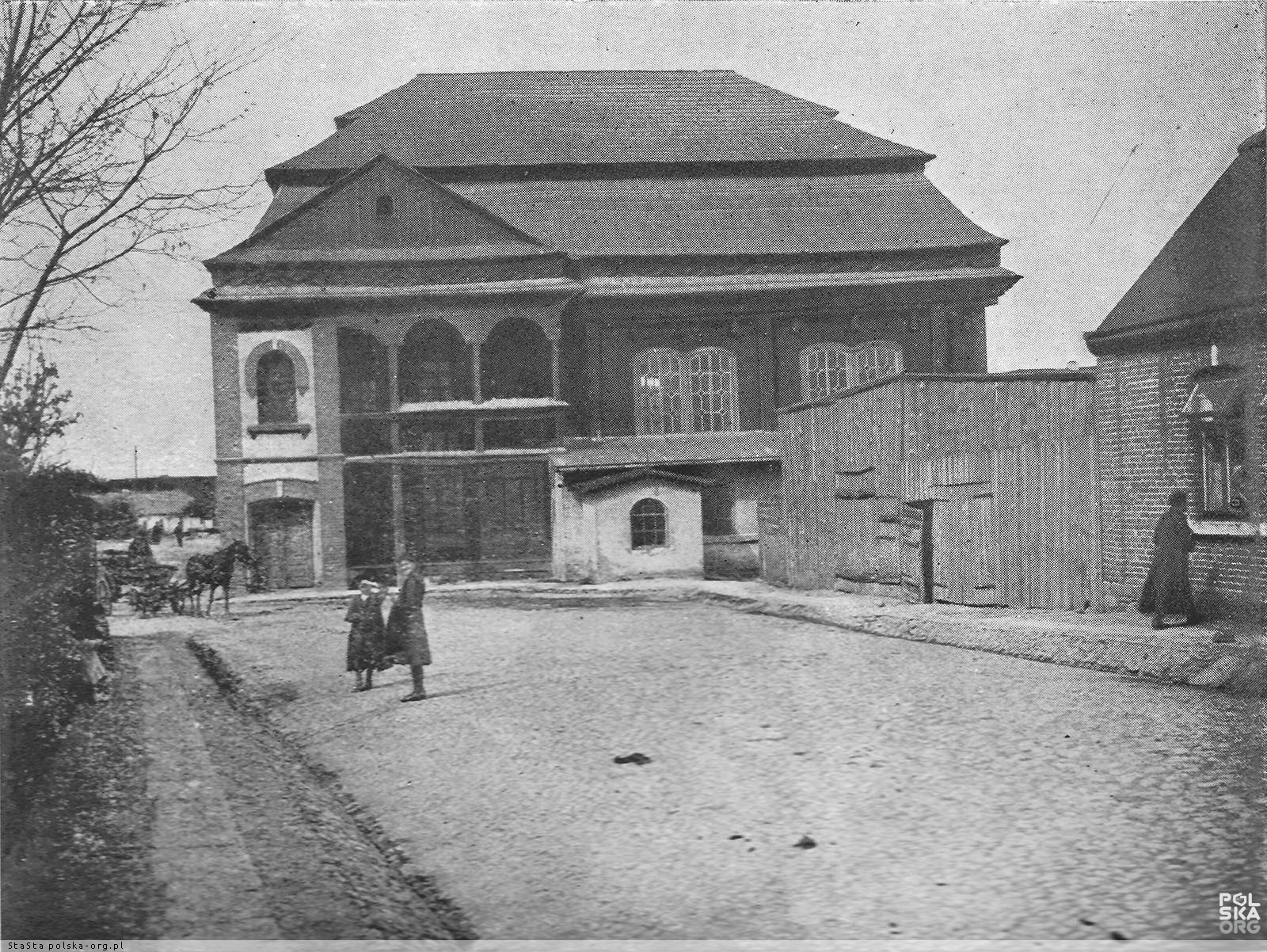
Synagoga w Końskich (ok. 1905–1910)
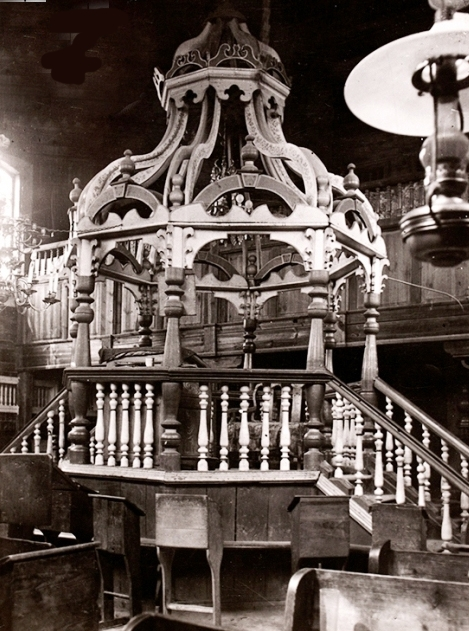
Bima synagogi w Końskich (ok. 1930)
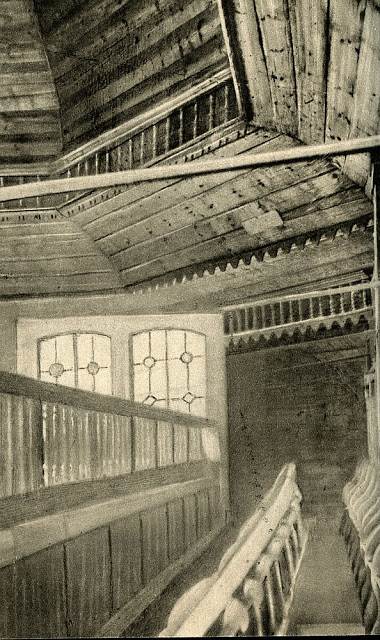
Wnętrze z uwidocznieniem babińca
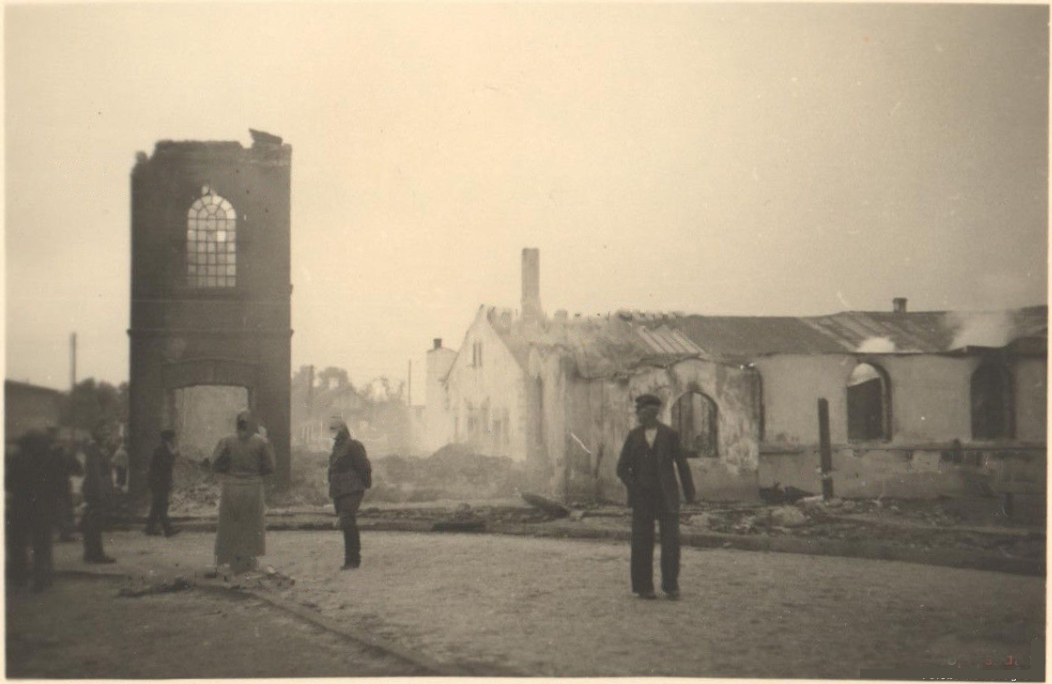
Ruiny synagogi (1940)